# Fuente de Gefion

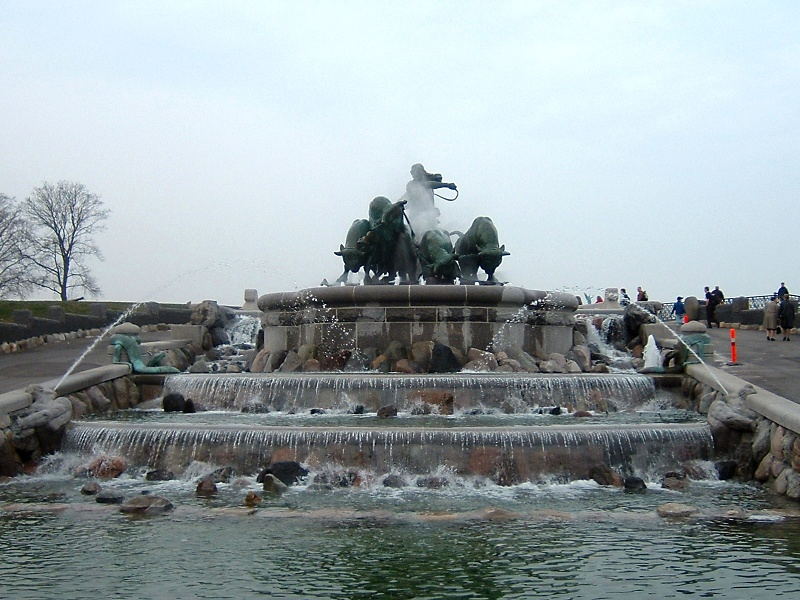
La fuente de Gefion, Copenhague.

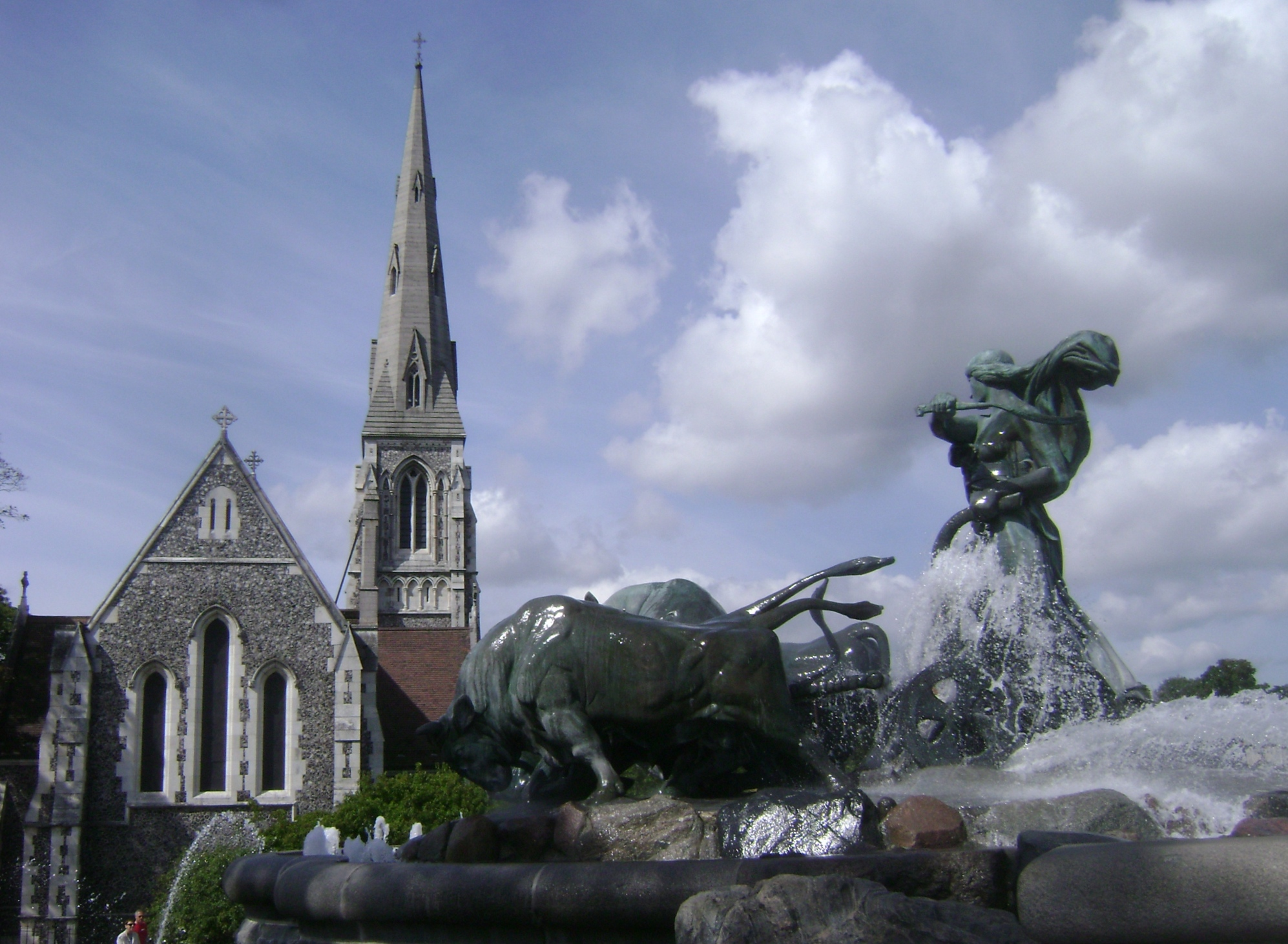
La fuente de Gefion e iglesia de Alban al fondo, Copenhague.

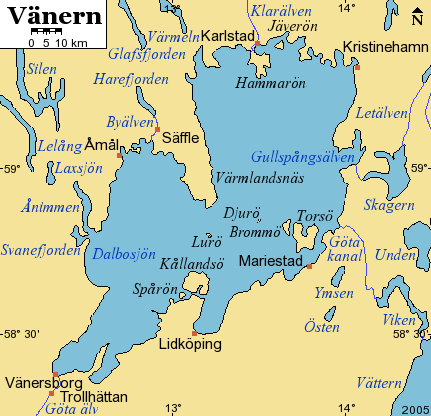
Mapa del lago Vänern, Suecia.

Mapa de la isla de Selandia, Dinamarca.

La Fuente de Gefion (en danés: Gefionspringvandet) es una gran fuente situada en un extremo del puerto de Copenhague, Dinamarca, muy próxima a la famosa estatua de la Sirenita.  Cuenta con un gran grupo de figuras de animales inspirados en la legendaria diosa Gefjun de la mitología nórdica. Está situada en el Parque Langelinie junto a la fortaleza de Kastellet y es uno de los monumentos más grandes de Copenhague.

## Historia
La fuente fue donada a la ciudad de Copenhague por la Fundación Carlsberg con ocasión del 50.º aniversario de la cervecería. Originalmente se suponía que se ubicaría en la plaza principal fuera de Ayuntamiento, pero en su lugar, se decidió construir cerca de Øresund en su actual ubicación cerca de Kastellet ("La ciudadela").
Fue diseñado por el artista danés Anders Bundgaard, que esculpió las figuras naturalistas entre 1897 y 1899. Se completaron las pilas y decoraciones en 1908. Fue activada por primera vez el 14 de julio de 1908.
La fuente sufrió importantes renovaciones a partir de 1999, estuvo fuera de servicio durante muchos años y fue reinaugurada en septiembre de 2004.

## Iconografía
La fuente representa la historia mítica de la creación de la isla de Selandia,  en la que se encuentra Copenhague. La leyenda aparece en Ragnarsdrápa, un poema escáldico del siglo IX grabado en Edda prosaica del siglo XIII y en la saga de los Ynglings, compilado por Snorri Sturluson en Heimskringla también en el siglo XIII.
De acuerdo con la saga de los Ynglings, el rey sueco Gylfi prometió  a Gefjun el territorio que ella pudiese arar en una noche. Entonces, para poder conseguir el máximo de la tierra prometida, ésta convirtió a sus cuatro hijos en bueyes, y de este modo, el territorio arado fue arrojado al mar danés situado entre Escania y la isla de Fionia. El agujero originado se convirtió en un lago llamado Lögrinn y Leginum. Snorri identifica el lago Löginn, como el lago sueco de Fornsigtuna al oeste de Estocolmo, es decir, el lago Mälar, una identificación que vuelve más tarde en la Saga de Olaf el Santo. La misma identificación de Löginn/Leginum como lago Mälar aparece en Ásmundar saga kappabana, donde se sitúa el lago Agnafit (moderna Estocolmo) y también en la Saga Knýtlinga.
A pesar de la identificación de Snorri, más información sobre la fuente identifica el lago resultante como el lago Vänern, el lago más grande de Suecia, citando el hecho de que los mapas modernos muestran que la isla de Selandia y el lago Vänern se parezcan en tamaño y forma.
Snorri, sin embargo, conocía bien Vänern, ya que había visitado Västergötland en 1219. Cuando se refirió a este lago lo llamó Vænir.
Erudito Hilda Ellis Davidson comenta que "la potencia de la historia antigua de Gefjun, creador de las islas, magníficamente expresado en la gran fuente al borde del agua en Copenhague, representando sus laboreo a través del mar en una nube pulverizada con sus bestias gigantes"